# Interstate 95 (Connecticut)
Cet article traite d'une section intra-État de l'autoroute. Pour l'article traitant de l’autoroute au complet, référez-vous à Interstate 95.
L'interstate 95 au Connecticut constitue un segment de l'interstate 95, l'autoroute majeure de la côte est des États-Unis. Sur une longueur de plus de 3 000 kilomètres, cette auroroute relie les villes de Miami, Jacksonville, Washington, Baltimore, Philadelphie, New York et Boston. 
Dans sa section au Connecticut, elle est l'autoroute ouest-est principale de l'État, et est définitivement l'autoroute la plus empruntée. En effet, elle relie toutes les principales villes de la côte sud du Connecticut, telles que Bridgeport et New Haven, en plus de relier le Connecticut à l'État de New York ainsi qu'à la grande agglomération de New York à l'ouest, et relie l'État au Rhode Island vers Providence et Boston à l'est. Durant l'entièreté de son tracé dans l'État, excepté dans sa section la plus à l'est, elle traverse uniquement un territoire urbanisé, de la frontière avec l'État de New York (Stamford) jusqu'à Mystic (sortie 90). Elle est aussi très congestionnée entre la grande agglomération de New York et New Haven, la seule autoroute disponible pour parcourir le sud de l'État. De plus, elle mesure 179,6 kilomètres dans l'État, et constitue à elle seule la pierre angulaire du réseau routier de l'État,.

## Tracé
Globalement, l'Interstate 95 traverse l'État selon une orientation ouest-est, en suivant la côte du Long Island Sound, séparant le Connecticut de Long Island. Sa route alternative est la U.S. Route 1, qu'elle croise à de nombreuses reprises, et qui peut servir d'alternative en cas de fermeture. L'I-95 suit de très près le tracé de cette dernière.

### À l'ouest de New Haven
L'Interstate 95 fait son entrée dans le Connecticut, et aussi dans la région de la Nouvelle-Angleterre, au nord-est de l'agglomération de New York, dans la petite ville de Byram, adjacent à la plus grande ville Greenwich. Elle est la continuité de la New England Thruway. Un mile au sud de la frontière, l'échangeur avec l'Interstate 287 (autoroute de contournement nord et ouest du grand New York), tandis que le centre-ville de New York (Manhattan) est situé environ 25 miles au sud-ouest de la frontière.
Désormais nommée le Connecticut Turnpike, elle commence par suivre la côte Atlantique en étant situé au sud de la US 1, en passant au sud de Greenwich, puis en passant au nord de Riverside. Elle passe, pour les prochains miles, au centre de la ville de Stamford, croisant la route 137 du Connecticut, à la sortie 7. Par la suite, elle possède un bon nombre de courbes peu prononcées, alors qu'elle passe au nord de Noroton et au sud de Darien, en se dirigeant toujours vers l'est-nord-est. Elle traverse ensuite la région de Norwalk, qu'elle traverse en son centre, en croisant la U.S. Route 7 entre autres, qui possède les standards autoroutiers à l'ouest de la ville. Après Norwalk, elle passe juste au sud de Saugatuck, puis passe au sud de Westport avant de revenir légèrement vers le nord pour croiser à nouveau la US 1. Elle passe au nord de Fairfield entre les sorties 20 et 24, puis fait son entrée dans la plus grande ville de l'État ainsi que la deuxième plus grande agglomération de l'État, Bridgeport.

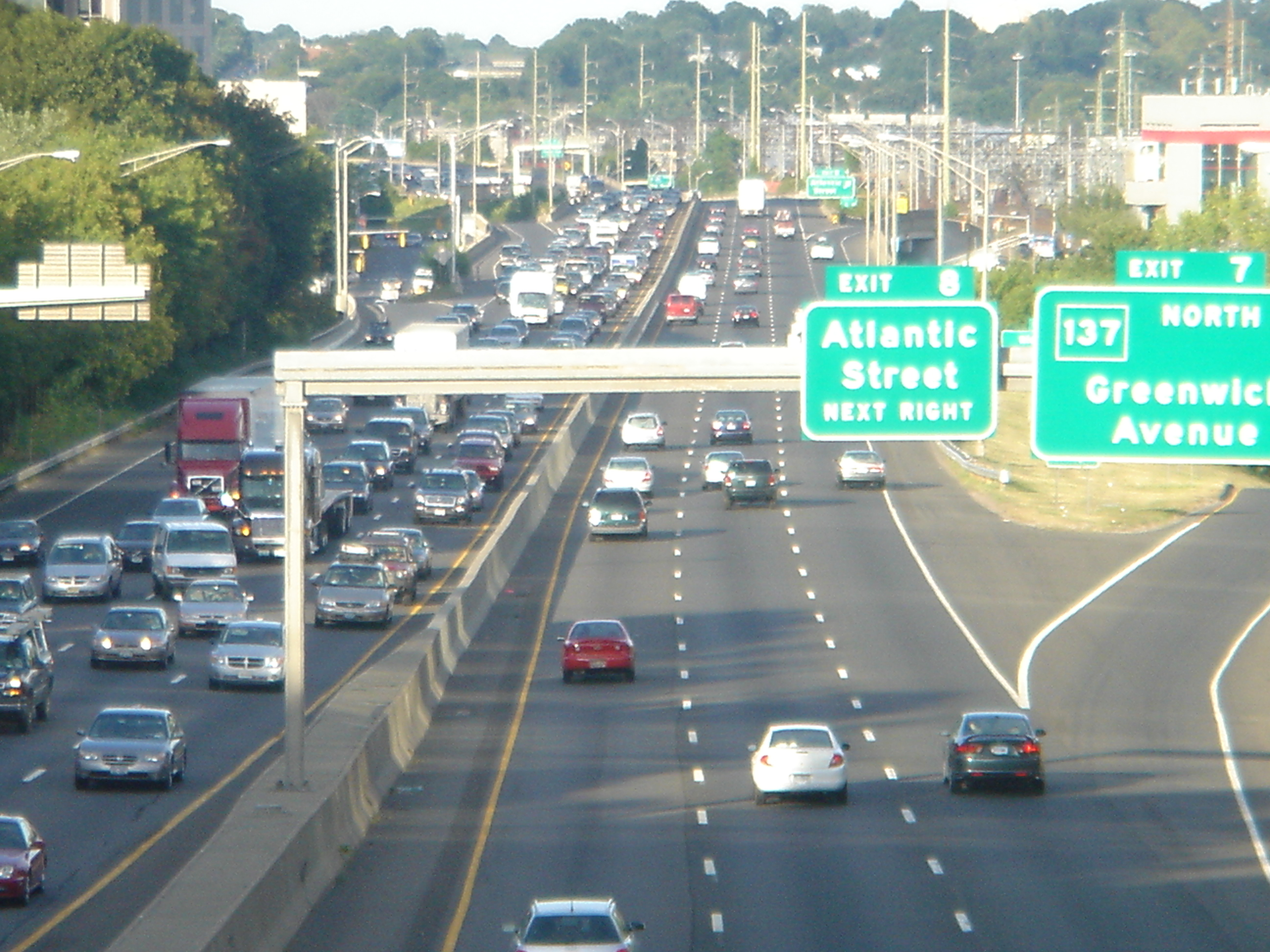
Une vue de l'Interstate 95 direction nord à l'approche de la sortie 7, dans la ville de Stamford. En direction sud, c'est la congestion typique qui règne.

Dans Bridgeport, elle conserve son orientation ouest-est, en possédant beaucoup de sorties vers la ville. L'échangeur situé au centre de la ville (sortie 27) relie l'I-95 au centre de Bridgeport, mais aussi vers Trumbull, banlieue nord de Bridgeport. L'I-95 passe par la suite juste à us sud du centre-ville de Bridgeport, en étant une autoroute surélevée, tournant brièvement vers le sud pour passer à l'est du Bridgeport Harbour. Les sorties 28, 29 et 30 relient l'I-95 à l'est de la ville. Alors qu'elle revient vers l'est-nord-est, elle passe juste au sud de Stratford, puis fait son entrée dans Milford, une autre ville côtière du Connecticut.
Elle passe cette fois-ci au nord de la ville, en dessinant une petite boucle entre les sorties 34 et 40, en restant en zone urbaine toutefois. Alors qu'elle se situe désormais au sud de la U.S. Route 1, elle traverse West Haven, où les sorties 42 et 43 relient le Turnpike à la ville. C'est à la hauteur de la sortie 44 qu'elle fait son entrée dans le territoire de la ville de New Haven. Elle suit de très près le New Haven Harbour après la sortie 45, puis possède un vaste échangeur juste au sud-est du centre-ville, impliquant la route 34 du Connecticut, qui contourne le centre-ville par le sud-ouest. Aussi, cet échangeur implique l'Interstate 91, qui possède un axe nord-sud de l'État, et qui est la deuxième autoroute en importance dans l'État, reliant entre autres New Haven à Hartford, la capitale, mais aussi à Springfield au Massachusetts. Après cet échangeur, l'I-95 courbe vers le sud-est, toujours en suivant la côte du New Haven Harbour, en suivant de près le tracé de la U.S. Route 1. Elle quitte la ville par le sud-est, vers East Haven, à la hauteur de la sortie 50.
Cette section de l'I-95 est l'une des autoroutes les plus congestionnées du pays, alors qu'elle est le seul lien autoroutier entre la grande région de New York et toutes les villes du Connecticut, et même vers Providence et Boston. Il est très fréquent que d'énormes bouchons de circulation se forment sur cette section (entre New Haven et New York), ceux-ci pouvant s'étirer sur plus d'une trentaine de miles. Cette section possède aussi la particularité d'être à 100% dans un territoire urbanisé, alors qu'aucune section qu'elle traverse est complètement rurale,.
De plus, l'I-95 possède un taux anormalement élevé d'échangeurs pour une autoroute inter-États. En effet, en seulement une cinquantaine de miles, elle possède plus de 50 échangeurs, soit environ un à chaque mile.

### À l'est de New Haven

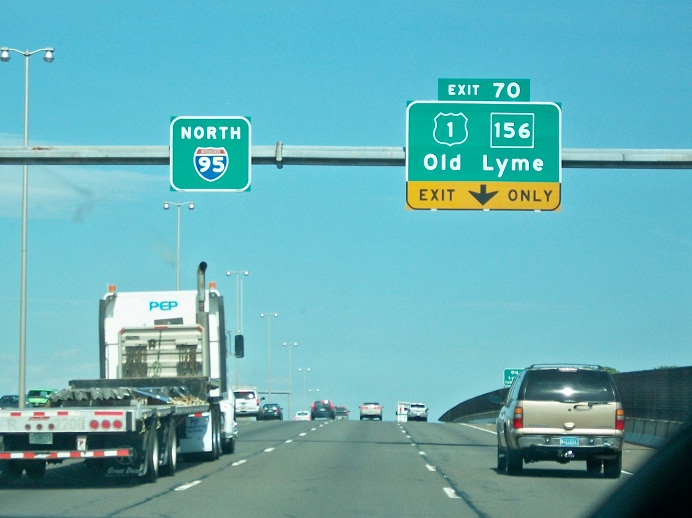
Le pont Baldwin au-dessus du fleuve Connecticut, direction nord, à l'approche de la sortie 70. C'est le pont le plus au sud qui enjambe ce fleuve.

Alors que l'Interstate 95 quitte New Haven vers le sud-est, elle passe au nord-est de East Haven, puis possède un échangeur avec une route connectrice avec Branford, la sortie 53. Par la suite, son tracé courbe vers l'est, en suivant de très près la U.S. Route 1, alors qu'elle passe au nord de Guilford, puis au nord de Madison, à la hauteur de la sortie 61. Elle est par la suite, pour les 8 prochains miles, située au nord de la US 1, en passant au nord des villages de Clinton, Westbrook et Old Saybrook. À la hauteur de la sortie 67, elle courbe vers le nord-est pour moins de deux miles, pour croiser la route 9 du Connecticut, une autoroute qui se dirige vers le nord-ouest, vers la grande région de Hartford. Elle traverse par la suite le point le plus au sud du fleuve Connecticut, qui prend ses sources au nord du Vermont et du New Hampshire, tout près de la frontière du Canada. Ce pont est d'ailleurs le pont le plus au sud enjambant le fleuve.
 Alors qu'elle passe dans un secteur moins urbanisé pour les prochains miles, elle se dirige vers l'est, et à la hauteur de la sortie 72, elle courbe vers l'est, cette sortie menant vers Niantic. Elle conserve cette orientation pour 6 miles, puis bifurque vers l'est à la hauteur de la sortie 76 (sortie à gauche direction nord), alors qu'elle croise l'intertstate 395, la suite du Gov. Lodge Turnpike, qui mène ultérieurement vers Norwich et le Massachusetts. Par la suite, elle passe au nord de New Haven, entre les sorties 82 et 84, puis elle traverse la rivière Thames (Connecticut) sur le pont Gold Star Memorial. Ensuite, elle possède trois sorties vers Groton (85, 86 et 87 respectivement), puis elle continue de se diriger vers l'est en passant au nord de la région de Mystic (sortie 90). C'est à cet instant qu'elle quitte pour de bon le territoire urbanisé de l'État. 
Elle passe par la suite au nord de Pawcatuck, elle courbe vers le nord-est, puis continue de se rapprocher de la frontière avec le Rhode Island. Après la sortie 93, à la hauteur de Clarks Falls, elle traverse la frontière entre le Connecticut et le Rhode Island, en direction de Providence, la capitale de l'État,.

## Historique

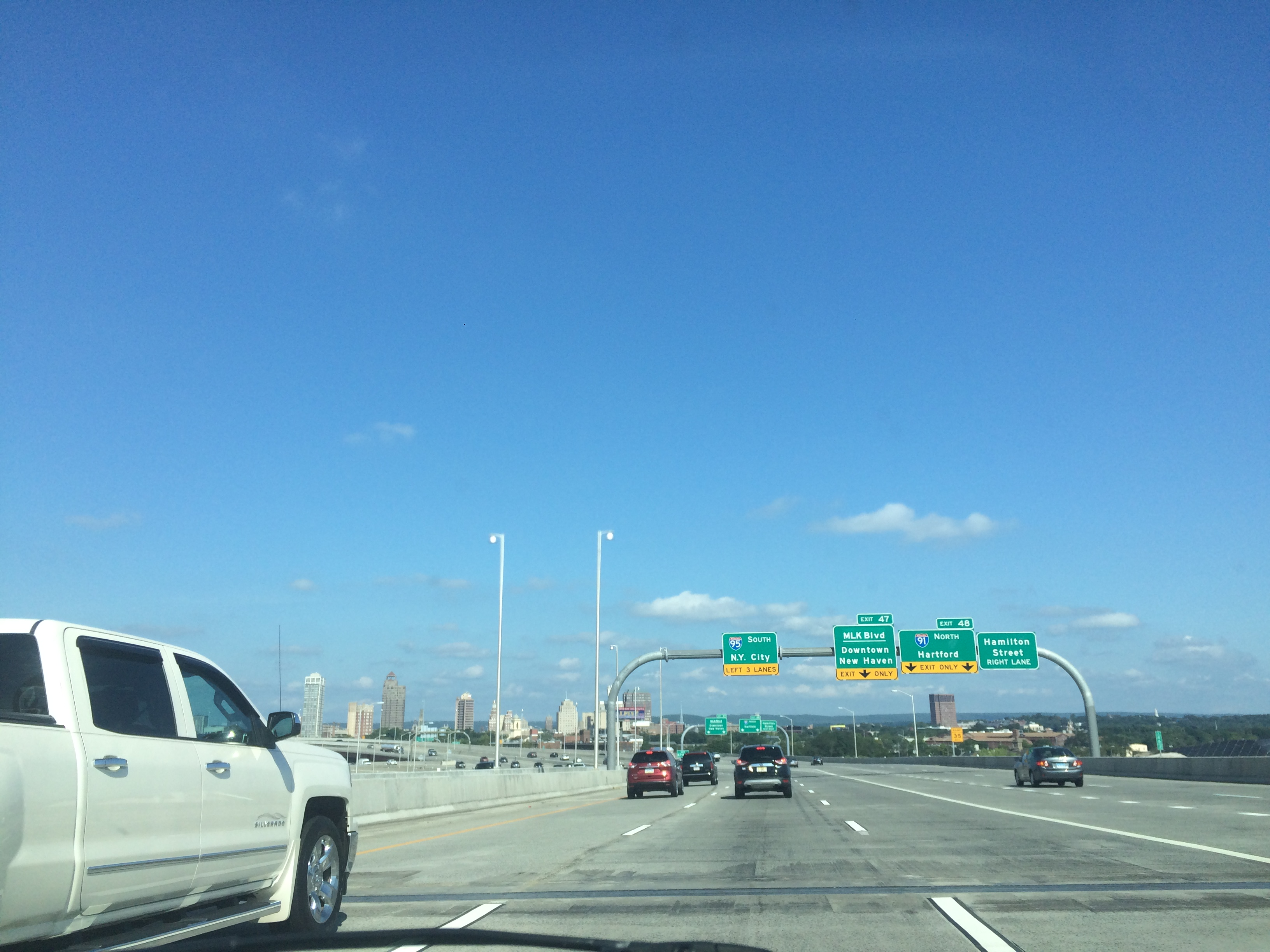
L'interstate 95 direction sud à l'approche de l'Interstate 91 à New Haven.

L'I-95 au Connecticut, particulièrement dans les comtés de Fairfield et de New Haven, possède beaucoup plus d'échangeurs qu'une autoroute inter-États américaine normale, alors que certaines sorties sont à moins d'un mile d'intervalle (1,6 km). Les agents du département des transports de l'État ont mentionné que la raison de ce taux élevé d'échangeurs est que les automobilistes peuvent parcourir de petites ou de grandes distances en affectant moins la U.S. Route 1, pour permettre aux automobilistes d'avoir un lien plus rapide et direct entre les principales villes. Pour éviter une opposition générale à l'autoroute de la part des villes que l'I-95 traverse, l'État du Connecticut s'est engagé à relier chaque ville près du Turnpike par un réseau d'échangeurs en offrant différents points d'accès au Turnpike. Au lieu de contourner les aires urbaines, l'I-95 passe directement dans le centre de celles-ci, et fut construite dans les aires les plus denses de Stamford, Norwalk, Bridgeport et New Haven,.
Tandis que la plupart de l'I-95 fut construite en tant que le Connecticut Turnpike, celui-ci incorpora plusieurs pièces d'autoroutes déjà construites, quelques-unes sur les standards autoroutiers, de la U.S. Route 1 (Le Turnpike se sépare de la relocalisation de la US 1 à East Lyme, selon la section Old Lyme- en London):
- La voie de contournement de Darien ouvrit en 1952;
- La section à l'est de New Haven ouvrit en 1951 (à l'est de la rivière Quinnipiac);
- Le pont Old Saybrook-Old Lyme Raymond E. Baldwin au-dessus du fleuve Connecticut ouvrit en 1948, ainsi que ses approches;
- La section Old Lyme-New London ouvrit en 1950 en tant qu'une route à 2 voies;
- Le pont Groton Gold Star, à New Haven, au-dessus de la rivière Thames, ouvrit en 1943.

D'autres améliorations dans le corridor incluaient le New York-Meriden Merritt Parkway, la route 80 (qui reliait New Haven à Old Saybrook), et la route 184 (entre Groton et le Rhode Island), qui, plus tard, reliera à la route 3 du Rhode Island, un raccourci vers Providence.
La majorité du Turnpike ouvrit le 2 janvier 1958, et était désignée I-95 sud/ouest à la hauteur de la séparation avec la US 1 relocalisée en 1959. Le reste de l'I-95 jusqu'au Rhode Island ouvrit le 12 décembre 1964. Le pont Gold Star fut élargi à une autoroute en 1975, en plus de la reconstruction des approches du pont, et en 1993, le pont Baldwin fut remplacer pour des voies et un tablier plus large.
L'État installa des caméras de circulation dans le début des années 1990. En 2007, plus de 100 caméras étaient installées et contrôlées par l'État ainsi que par la police du Connecticut. Dans Fairfield, les premiers répondants (pompiers et ambulances) servant l'autoroute dans plusieurs petites villes ont demandé un accès aux caméras pour réduire les délais d'intervention ; en effet, certains automobilistes qui rapportent un accident ne mentionnent par le bon numéro de sortie, ou en mentionnent un qui est trop loin, augmentant ainsi le temps de réponse. Ces caméras sont accessibles sur le web, mais elles peuvent être très précises, selon les départements d'urgence de Stamford et Bridgeport, qui espéraient une amélioration de 40 millions $ pour le système, sous considération par l'État en 2007.

## Disposition des voies
La majorité de la section de l'I-95 à l'ouest de New Haven possède 6 voies, selon une configuration 3-3. Ce nombre de voies est peu élevé pour le taux de trafic sur cette section entre les régions urbanisés du Connecticut et le grand New York. Une petite section de l'autoroute possède 8 voies (4-4), soit entre les sorties 25 et 27 dans Bridgeport. De plus, à la sortie de New Haven direction sud, l'autoroute possède 4 voies vers New York, mais pour une courte durée.
Pour le reste de son tracé, entre New Haven et New London, elle est une autoroute à 4 voies typiques (2-2) entre la sortie 54 et la sortie 69, avant le pont au-dessus du fleuve Connecticut, qui lui possède 8 voies (4-4). Quand elle passe au nord de New Haven, elle possède plus de 12 voies (3-3-3-3), alors qu'un réseau de voies locales et express est présent. Jusqu'à la sortie 89 à West Mystic, elle est à 6 voies (3-3), puis revient une autoroute à 4 voies pour le reste de son tracé, jusqu'à la frontière avec le Rhode Island.

## Autoroute auxiliaire
Malgré le nombre impressionnant de villes que l'I-95 traverse dans sa section ouest du Connecticut, aucune autoroute alternative de l'I-95 n'est présente à l'ouest de New Haven. La seule autoroute auxiliaire de l'Interstate 95 au Connecticut est l'interstate 395, la suite du Gov. Lodge Turnpike. Alors qu'elle débute à la sortie 76 de l'I-95, elle dessert l'est du Connecticut selon un axe nord-sud, contournant entre autres Norwich par le nord-ouest, connectant ensuite au nord vers Putnam et vers Worcester, au Massachusetts.

## Incidents et désastres
- En janvier 1983, un camion avec une déficience au niveau du freinage à foncé dans une ligne d'automobiles qui attendaient pour payer le péage de Stamford. Sept personnes ont été tuées. Cet accident apporta le démantèlement des postes de péage le long de l'I-95 au Connecituct, ce qui fut complété 6 ans plus tard.
- Le matin du 28 juin 1983, une section de 30 mètres de Long (100 pieds) du pont Mianus River à Cos Cob cassa, plongeant les automobilistes en direction nord dans la rivière, ce qui tua trois personnes. Une mauvaise inspection avant l'écroulement en est la cause. Le trafic direction nord fut dévié dans cette section pour une période de 25 jours, tandis que le trafic direction sud ne fut pas affecté.
- Le 26 mars 2004, un pont de l'I-95 dans Bridgeport fut partiellement fondu par une explosion d'un camion transportant plus de 45 000 litres (11 900 gallons) d'essence. Les réparations furent estimées à durer deux semaines, mais l'autoroute fut ouverte à nouveau en direction nord que quelques jours plus tard. Le trafic direction sud, quant à lui, reprit une semaine plus tard, avec la construction d'un pont temporaire terminée.
- À 10:20 le matin du 2 novembre 2007, un camion transportant de l'essence, a dévié de sa trajectoire en traversant le mur séparateur, en frappant le côté d'un camion à plusieurs remorques (trailler), en plus de frapper plusieurs automobiles dans sa trajectoire. Trois personnes furent tuées, en incluant le conducteur du camion à essence en plus de deux autres personnes, alors que leurs automobiles étaient complètement détruites après l'impact. Le conducteur du camion à remorques a survécu, mais une des remorques s'est ouverte. Au moins trois autres automobiles ont été impliquées dans l'incident. Une partie de l'autoroute fut fermée à la circulation, et n'ouvrait que le lendemain, après des travaux de nettoyage notamment.

## Aires de service
De nombreuses aires de service sont présentes sur l'I-95 dans son tracé au Connecticut, principalement à l'ouest de New Haven. Toutes ces aires sont des aires de repos avec commerces. En voici la liste:
| Ville     | Direction     | Entre sortie... |
| --------- | ------------- | --------------- |
| Stamford  | sud seulement | 9–10            |
| Fairfield | nord et sud   | 21–22           |
| Milford   | nord et sud   | 40–41           |
| Branford  | nord et sud   | 53–54           |
| Madison   | nord et sud   | 61–62           |

## Liste des échangeurs
Dans le Connecticut, l'Interstate 95 possède un taux anormalement élevé, pour un grand total de 90 dans l'État. Malgré le fait que les numéros de sortie augmentent de façon séquentielle (comme partout en Nouvelle-Angleterre), à la hauteur de New Haven, à la hauteur du mile 49, c'est la sortie 50 qui est présente, signifiant qu'il y a environ une sortie par mile, surtout dans l'Ouest de l'État.
| Liste des échangeurs de l'Interstate 95 au Connecticut | Liste des échangeurs de l'Interstate 95 au Connecticut | Liste des échangeurs de l'Interstate 95 au Connecticut | Liste des échangeurs de l'Interstate 95 au Connecticut                                                | Liste des échangeurs de l'Interstate 95 au Connecticut                                                          | Liste des échangeurs de l'Interstate 95 au Connecticut |
| Emplacement                                            | Mile                                                   | km                                                     | # | Intersection / Destinations                                                                                     | Notes |
| ------------------------------------------------------ | ------------------------------------------------------ | ------------------------------------------------------ | --- | --- | --- |
| Frontière État de New York-Connecticut                 | 0,00                                                   | 0,00                                                   | I-95 sud (New England Thruway), vers I-287 ouest, White Plains (NY), Port Chester (NY), New York (NY) | I-95 sud (New England Thruway), vers I-287 ouest, White Plains (NY), Port Chester (NY), New York (NY)           | Extrémité ouest de l'I-95 au Connecticut; centre-ville de New York situé 25 miles (40 km) au sud de la frontière |
| Greenwich                                              | 0,78                                                   | 1,26                                                   | 2 | Delavan Avenue, Byram, Greenwich                                                                                | première sortie au Connecticut direction nord; dernière sortie au Connecticut direction sud |
| Greenwich                                              | 2,54                                                   | 4,09                                                   | 3 | Arch Street, Greenwich centre, Glenville                                                                        | |
| Greenwich                                              | 3,73                                                   | 6,00                                                   | 4 | Indian Field Road, Cos Cob, Greenwich                                                                           | |
| Greenwich                                              | 4,98                                                   | 8,01                                                   | Pont Mianus River au-dessus de la rivière Mianus                                                      | Pont Mianus River au-dessus de la rivière Mianus                                                                | Pont Mianus River au-dessus de la rivière Mianus |
| Greenwich                                              | 5,53                                                   | 8,90                                                   | 5 | US 1, Riverside, Mianus, Old Greenwich                                                                          | |
| Stamford                                               | 6,50 6,62                                              | 10,46 10,65                                            | 6 | Harvard Avenue / West Avenue                                                                                    | West Avenue direction sud (entrée nord et sortie sud), Harvard Avenue direction nord (entrée sud et direction nord) |
| Stamford                                               | 7,30                                                   | 11,75                                                  | 7 | CT-137 (Greenwich Avenue), Stamford centre                                                                      | L'accès à la CT-137 se fait via le Washington Boulevard; sortie nord et entrée sud seulement |
| Stamford                                               | 7,67 8,20                                              | 12,34 13,20                                            | 7 8                                                                                                   | Atlantic Street / Elm Street                                                                                    | direction sud, vers Elm Street (sortie sud et entrée nord); direction nord, vers Atlantic Avenue (sortie nord et entrée sud); numérotée 7 direction sud |
| Stamford                                               | 9,28                                                   | 14,93                                                  | 9 | US 1, CT-106, Glenbrook, Noroton                                                                                | |
| Darien                                                 | 10,75                                                  | 17,30                                                  | 10 | Norton Road, Ledge Avenue, Noroton, Noroton Heights                                                             | |
| Darien                                                 | 11,61                                                  | 18,68                                                  | 11 | US 1, Darien, Rowayton                                                                                          | |
| Darien                                                 | 12,23                                                  | 19,68                                                  | 12 | CT-136 (Tokeneke Road), Darien, Rowayton, New Canaan                                                            | sortie nord et entrée sud seulement |
| Darien                                                 | 13,14                                                  | 21,15                                                  | 13 | US 1 (Post Road)                                                                                                | |
| Norwalk                                                | 14,83                                                  | 23,87                                                  | 14 | US 1 (Connecticut Avenue)                                                                                       | aucune sortie nord |
| Norwalk                                                | 15,49                                                  | 24,93                                                  | 14 15                                                                                                 | US 7 nord, Norwalk, Wilton, Danbury, New Milford, South Norwalk                                                 | sortie séparée (14 pour South Norwalk, 15 pour US 7) |
| Norwalk                                                | 15,91                                                  | 25,60                                                  | Pont Yankee Doodle au-dessus de la rivière Norwalk.                                                   | Pont Yankee Doodle au-dessus de la rivière Norwalk.                                                             | Pont Yankee Doodle au-dessus de la rivière Norwalk. |
| Norwalk                                                | 16,24                                                  | 26,14                                                  | 16 | East Avenue, Norwalk centre, East Norwalk                                                                       | |
| Westport                                               | 18,13                                                  | 29,18                                                  | 17 | CT-33, CT-136, Westport, Saygatuck, Wilton                                                                      | |
| Westport                                               | 20,36                                                  | 32,77                                                  | 18 | Sherwood Island Connector (route d'État 476), US 1 et Sherwood Island State Park                                | |
| Fairfield                                              | 22,88 23,12                                            | 36,82 37,21                                            | 19 | Center Street, US 1, Southport, Fairfield                                                                       | Center Street direction nord (sortie nord et entrée sud), US 1 direction sud (sortie sud et entrée nord) |
| Fairfield                                              | 23,72                                                  | 38,17                                                  | 20 | Bronson Road, Fairfield                                                                                         | sortie sud et entrée nord seulement |
| Fairfield                                              | 24,38                                                  | 39,24                                                  | 21 | Mill Plain Road, Fairfield centre                                                                               | |
| Fairfield                                              | 25,03 25,21                                            | 40,28 40,57                                            | 22 | Round Hill Road / CT-135 (N. Benson Road), Fairfield                                                            | Round Hill Road direction nord (sortie nord et entrée sud), CT-135 direction sud (sortie sud et entrée nord) |
| Fairfield                                              | 25,83                                                  | 41,57                                                  | 23 | US 1 sud (Kings Highway), Fairfield, Southport                                                                  | |
| Fairfield                                              | 26,72                                                  | 43,00                                                  | 24 | Black Rock Turnpike (US 1 nord), vers CT-58 et CT-59, Bridgeport, Stratfield                                    | |
| Bridgeport                                             | 27,43 27,64                                            | 44,14 44,48                                            | 25 | Commerce Drive, State Street, CT-130 (Fairfield Avenue)                                                         | Commerce Drive et State Street depuis direction nord (sortie nord et entrée sud), CT-130 direction sud (sortie sud et entrée nord) |
| Bridgeport                                             | 28,29                                                  | 45,53                                                  | 26 | Wordin Avenue, Bridgeport                                                                                       | |
| Bridgeport                                             | 29,00 29,14                                            | 46,67 46,90                                            | 27 | Lafeyette Boulevard, vers Main Street et State Street, BRIDGEPORT CENTRE-VILLE                                  | Principal accès au centre-ville; sortie 27 séparée en deux (sortie nord et entrée sud à l'ouest de la sortie 27A, et sortie sud et entrée nord à l'est de la sortie 27A); située de part et d'autre de la sortie 27A, signifiant ainsi deux échangeurs partiels. |
| Bridgeport                                             | 29,03                                                  | 46,72                                                  | 27A                                                                                                   | CT-25, CT-8 nord (multiplex), vers CT-15 (Merritt Parkway), Trumbull, Shelton, Naugatuck, Waterbury, Torrington | vers tout l'ouest du Connecticut; échangeur autoroutier surélevé |
| Bridgeport                                             | 29,33                                                  | 47,20                                                  | Pont P. T. Barnum au-dessus de la rivière Pequonnock                                                  | Pont P. T. Barnum au-dessus de la rivière Pequonnock                                                            | Pont P. T. Barnum au-dessus de la rivière Pequonnock |
| Bridgeport                                             | 29,86                                                  | 48,06                                                  | 28 | CT-127 (East Main Street), East Bridgeport                                                                      | sortie nord et entrée sud seulement |
| Bridgeport                                             | 30,07                                                  | 48,39                                                  | 29 | CT-130 (Stratford Avenue), Seaview Avenue, East Bridgeport                                                      | |
| Stratford                                              | 31,07 31,30                                            | 50,00 50,37                                            | 30 | CT-113 (Lordship Boulevard), Surf Avenue, Stratford                                                             | CT-113 direction nord (sortie nord et entrée sud), Surf Avenue direction du (entrée nord et sortie sud); sortie 30 direction nord situé dans le territoire de Bridgeport                                                                                         |
| Stratford                                              | 32,11 32,29                                            | 51,68 51,97                                            | 31 | Honeyspot Road / South Avenue                                                                                   | Honeyspot Road direction nord (sortie nord et entrée sud), South Avenue direction sud (sortie sud et entrée nord) |
| Stratford                                              | 32,86                                                  | 52,88                                                  | 32 | West Road Street, Stratford, vers CT-113                                                                        | |
| Stratford                                              | 33,91                                                  | 55,57                                                  | 33 | US 1, vers CT-130 et CT-130, Ferry Boulevard, Milford, Devon                                                    | sortie nord et entrée sud seulement |
| Stratford                                              | 34,54                                                  | 55,59                                                  | Pont Moses Wheeler au-dessus de la rivière Housatonic                                                 | Pont Moses Wheeler au-dessus de la rivière Housatonic                                                           | Pont Moses Wheeler au-dessus de la rivière Housatonic |
| Milford                                                | 35,37                                                  | 56,92                                                  | 34 | US 1, Milford, Devon                                                                                            | |
| Milford                                                | 35,85                                                  | 57,69                                                  | 35 | School House Road, Bic Drive                                                                                    | |
| Milford                                                | 36,69                                                  | 59,05                                                  | 36 | Plains Road, Milford centre                                                                                     | |
| Milford                                                | 37,45                                                  | 60,27                                                  | 37 | High Street | sortie nord et entrée sud seulement |
| Milford                                                | 37,58                                                  | 60,48                                                  | 38 | CT-15 (Merritt Parkway, Wilbur Cross Parkway), Shelton, Hamden, North Haven                                     | |
| Milford                                                | 39,12                                                  | 62,96                                                  | 39AB                                                                                                  | US 1, Milford, Orange                                                                                           | numérotée 39A vers le sud (Milford) et 39B vers le nord (Orange) |
| Milford                                                | 40,25                                                  | 64,78                                                  | 40 | Old Gate Line, Woodmont Road                                                                                    | officiellement la route 62 du Connecticut |
| Orange                                                 | 41,80                                                  | 67,27                                                  | 41 | Marsh Hill Road, Orange, Woodbridge (via CT-114)                                                                | |
| West Haven                                             | 43,91                                                  | 70,67                                                  | 42 | CT-162 (Saw Mill Road), West Haven                                                                              | |
| West Haven                                             | 44,87 45,19                                            | 72,21 72,73                                            | 43 | CT-122 (First Avenue), Campbell Avenue, West Haven centre                                                       | Campbell Avenue direction nord (sorte nord et entrée sud), CT-122 direction sud (sortie sud et entrée nord) |
| New Haven                                              | 45,90                                                  | 73,87                                                  | 44 | West Haven centre (route d'État 745)                                                                            | sortie sud et entrée nord seulement |
| New Haven                                              | 46,05                                                  | 74,11                                                  | 45 | CT-10 (Boulevard Ellagrasso), New Haven                                                                         | direction nord, numérotée 44 (CT-10 via la Kimberly Avenue) |
| New Haven                                              | 46,82–47,26                                            | 75,35–76,06                                            | 46 | Long Wharf Drive, Sargent Drive                                                                                 | |
| New Haven                                              | 47,46–47,75                                            | 76,38–76,85                                            | 47 | CT-34 ouest, NEW HAVEN CENTRE-VILLE, Derby, Woodbridge                                                          | |
| New Haven                                              | 47,58–47,91                                            | 76,57–77,10                                            | 48 | I-91 nord, Meriden, Hartford, Springfield (MA), White River Junction (VT)                                       | terminus sud de l'I-91, qui débute au poste frontalier de Stanstead (Canada, Québec); l'une des trois seules autoroutes inter-États de l'État (84, 91 et 95); deuxième autoroute en importance au Connecticut                                                    |
| New Haven                                              | 47,83                                                  | 76,97                                                  | Pont Pearl Harbor Memorial au-dessus de la rivière Quinnipiac                                         | Pont Pearl Harbor Memorial au-dessus de la rivière Quinnipiac                                                   | Pont Pearl Harbor Memorial au-dessus de la rivière Quinnipiac |
| New Haven                                              | 49,20                                                  | 79,18                                                  | 50 | Woodward Avenue, Lighthouse point / vers US 1, New Haven, East Haven                                            | Accès au port; sortie nord et entrée sud seulement |
| East Haven                                             | 49,79–50,18                                            | 80,13–80,76                                            | 51 | US 1 (Frontage Road), East Haven centre                                                                         | |
| East Haven                                             | 50,83                                                  | 81,32                                                  | 52 | CT-100 (North High à Street), Foxon, East Haven                                                                 | sortie sud et entrée nord seulement |
| Branford                                               | 52,33                                                  | 84,22                                                  | 53 | Vers US 1 (Connecteur à 2 voies), vers CT-142 et CT-146, Branford centre, Short Beach                           | sortie nord et entrée sud |
| Branford                                               | 53,23                                                  | 85,67                                                  | 54 | Cedar Street (route d'État 740), Branford, Totoket                                                              | |
| Branford                                               | 55,18                                                  | 88,80                                                  | 55 | US 1 (East Main Street), North Branford, Nut Plains                                                             | |
| Branford                                               | 56,25                                                  | 90,53                                                  | 56 | Leetes Island Road, Stony Creek, Leetes Island                                                                  | |
| Guilford                                               | 59,32                                                  | 95,47                                                  | 57 | US 1 (Boston Post Road), North Branford                                                                         | |
| Guilford                                               | 60,23                                                  | 96,93                                                  | 58 | CT-77, North Guilford, Guilford, Nut Plains                                                                     | |
| Guilford                                               | 61,49                                                  | 98,96                                                  | 59 | Goose Lane (Route d'État 718)                                                                                   | |
| Madison                                                | 63,48                                                  | 102,16                                                 | 60 | Mungertown Road, East River                                                                                     | sortie sud et entrée nord seulement |
| Madison                                                | 64,73                                                  | 104,17                                                 | 61 | CT-79, North Madison, Madison                                                                                   | |
| Madison                                                | 66,43                                                  | 106,91                                                 | 62 | Hammonasset Connector, Madison, parc d'État Hammonasset                                                         | |
| Clinton                                                | 68,61                                                  | 110,43                                                 | 63 | CT-81, Clinton, Killingworth                                                                                    | |
| Westbrook                                              | 70,78                                                  | 113,91                                                 | 64 | CT-145 (Horse Hill Road), Clinton, Winthrop                                                                     | |
| Westbrook                                              | 73,14                                                  | 117,71                                                 | 65 | CT-153, Westbrook                                                                                               | |
| Old Saybrook                                           | 74,40                                                  | 119,74                                                 | 66 | CT-166 (Spencer Plain Road), Saybrook Manor                                                                     | |
| Old Saybrook                                           | 75,92 76,73                                            | 122,18 123,48                                          | 67 | Elm Street / CT-154, Essex, Old Saybrook                                                                        | Elm Street direction nord (sortie nord et entrée sud), CT-154 direction sud (sortie sud et entrée nord) |
| Old Saybrook                                           | 77,80                                                  | 125,51                                                 | 68 | US 1 sud, Old Saybrook                                                                                          | extrémité sud du multiplex avec la US 1 |
| Old Saybrook                                           | 78,06                                                  | 125,63                                                 | 69 | CT-9 nord, Essex, Deep River, Hartford                                                                          | |
| Old Saybrook                                           | 78,68                                                  | 126,62                                                 | Pont Baldwin au-dessus du fleuve Connecticut.                                                         | Pont Baldwin au-dessus du fleuve Connecticut.                                                                   | Pont Baldwin au-dessus du fleuve Connecticut. |
| Old Lyme                                               | 79,15                                                  | 127,38                                                 | 70 | US 1 nord, CT-156, Old Lyme, Hamburg, North Lyme, Laysville                                                     | extrémité nord du multiplex avec la US 1 |
| Old Lyme                                               | 83,49                                                  | 134,46                                                 | 71 | Four Mile River Road, Old Lyme, Esat Lyme                                                                       | |
| East Lyme (Flanders)                                   | 84,02                                                  | 135,22                                                 | 72 | Rocky Neck Connector (route d'État 449), East Lyme, Niantic                                                     | |
| East Lyme (Flanders)                                   | 85,79                                                  | 138,07                                                 | 73 | Society Road, East Lyme                                                                                         | |
| East Lyme (Flanders)                                   | 87,27                                                  | 140,45                                                 | 74 | CT-161, Flanders, Niantic                                                                                       | |
| East Lyme (Flanders)                                   | 88,05                                                  | 141,70                                                 | 75 | US 1, Waterford, Flanders                                                                                       | |
| East Lyme (Flanders)                                   | 88,48                                                  | 142,39                                                 | 76 | I-395 nord, Connecticut Turnpike, Norwich, Putnam, Plainfield, Worcester (MA)                                   | Fin du multiplex du Conn. Tpke. avec la I-95, depuis l'État de New York; l'I-95 courbe vers l'est; sortie à gauche direction nord |
| Waterford                                              | 88,88                                                  | 143,04                                                 | 80 | Oil Mill Road, Waterford                                                                                        | sortie sud et entrée nord seulement |
| Waterford                                              | 90,12                                                  | 145,03                                                 | 81 | Cross Road, Waterford                                                                                           | |
| Waterford                                              | 91,79                                                  | 147,72                                                 | 82 | CT-85, Chesterfield, Waterford, Salem                                                                           | |
| New London                                             | 92,26                                                  | 148,48                                                 | 82A                                                                                                   | Frontage Roads (routes d'État 623 et 624), New London                                                           | la sortie direction sud est accessible via la sortie 83; accès aux centres commerciaux |
| New London                                             | 92,75–93,15                                            | 149,27–149,91                                          | 83 | US 1 sud (Colman Street), Briggs Street, Ocean Beach                                                            | extrémité sud du multiplex avec la US 1; direction nord, accessible via la sortie 82A |
| New London                                             | 93,35–93,48                                            | 150,23–150,44                                          | 84SNE                                                                                                 | CT-32 (Mohegan Street), Williams Street, Quaker Hill, New London centre                                         | numérotée 84S (route 32 sud), 84N (route 32 nord), 84E (Williams Street); numérotée 83 en direction nord |
| New London                                             |                                                        | Pont Gold Star au-dessus de la rivière Thames          | | | |
| Groton                                                 | 94,63                                                  | 152,29                                                 | 85 | US 1 nord, Thames Street, Groton centre                                                                         | extrémité nord du multiplex avec la US 1; sortie nord et entrée sud seulement; l'accès vers la US 1 depuis la direction sud se fait via la sortie 87 |
| Groton                                                 | 95,33                                                  | 153,42                                                 | 86 | CT-12, Gales Ferry, Norwich                                                                                     | accès à la base navale sous-marine de New London |
| Groton                                                 | 95,98                                                  | 154,46                                                 | 87 | CT-349 sud (Clarence B. Sharp Highway), Groton                                                                  | principal accès à Groton, direction sud |
| Groton                                                 | 97,48                                                  | 156,88                                                 | 88 | CT-117, Poquonock Bridge, Ledyard, Center Groton                                                                | |
| Groton                                                 | 100,07                                                 | 161,05                                                 | 89 | Allyn Street, Burnetts Corner, Mystic, West Mystic, Noank                                                       | route d'État 614 |
| Stonington                                             | 101,29                                                 | 163,01                                                 | 90 | CT-27, Mystic, Old Mystic, Preston City                                                                         | accès à l'aquarium de Mystic |
| Stonington                                             | 102,27                                                 | 164,59                                                 | 91 | CT-234, North Main Street, Stonington Borough, Old Mystic                                                       | |
| North Stonington                                       | 105,32                                                 | 169,50                                                 | 92 | CT-2, CT-49, North Stonington, Voluntown, Pawcatuck, Norwich                                                    | |
| North Stonington                                       | 107,77                                                 | 173,44                                                 | 93 | CT-216, Ashaway (RI), North Stonington, Clarks Falls, Laurel Glen                                               | dernière sortie de l'État direction nord; première sortie dans l'État direction sud |
| Frontière Connecticut-Rhode Island                     | 111,57                                                 | 179,55                                                 | I-95 nord, Providence (RI), Boston (MA)                                                               | I-95 nord, Providence (RI), Boston (MA)                                                                         | Extrémité nord-est de l'I-95 dans le Connecticut |
| Échangeur incomplet Multiplex Pont / Cours d'eau       |                                                        |                                                        | | | |